# Novare
Novare (en italien : Novara) ou Novarre est une commune italienne de 101 792 habitants (en 2021), capitale de la province du même nom et deuxième ville du Piémont après Turin.
Le symbole de la ville est la coupole de la basilique San Gaudenzio (réalisation du Piémontais Alessandro Antonelli) qui est récemment devenue visitable jusqu'à son sommet.
Novare est l'un des trois sièges de l'université du Piémont oriental « Amedeo-Avogadro » avec Alexandrie et Verceil.

## Géographie
Novare est la deuxième ville la plus peuplée du Piémont avec une aire urbaine de 190 000 habitants.
Elle est située entre les rivières Agogna et Terdoppio, à 38 km de Milan et 95 km de Turin.

## Histoire
Novare a été fondée dans l'Antiquité par les Romains. Son nom est formé à partir de nova, ce qui signifie « nouvelle », et Aria, le nom que les Gaulois de Gaule cisalpine utilisaient pour la région.
La ville ancienne de Novaria ancienne était un municipe et était située sur la route de Verceil à Milan (Mediolanum). Sa position sur des routes perpendiculaires (encore intactes aujourd'hui) remonte à l'époque des Romains. Après que la ville fut détruite en 386 par Magnus Maximus pour avoir soutenu son rival Valentinien II, elle fut reconstruite par Théodose Ier. Par la suite, elle a été saccagée par Radagaise (en 405) et Attila (en 452).
Sous les Lombards, Novare est devenue un duché puis sous Charles le Gros, un comté. En 1110, elle fut conquise par Henri V du Saint-Empire et détruite, mais en 1167 elle rejoint la Ligue lombarde. À la fin du XIIe siècle, elle a accepté la protection de Milan et est devenue pratiquement une domination des Visconti puis des Sforza.
En 1500, les Français commandés par Louis XII et Louis II de La Trémoille vainquent les Milanais et capturent leur duc, Ludovic Sforza à la bataille de Novare.
Treize ans plus tard, les troupes de Louis XII, commandées par La Trémoille, furent battues par les Suisses à la bataille de Novare, ce qui permit à Maximilien Sforza de se rétablir à la tête du duché de Milan.
En 1706, Novare, qui était depuis longtemps promise par Philippe Marie Visconti à Amédée VIII de Savoie fut occupée par les troupes savoyardes. Avec les traités d'Utrecht, la ville, en association avec Milan, fait partie de l'Empire des Habsbourg.
La ville fut cédée à la Savoie avec le reste du Milanais sarde par le traité de Vienne en 1738. Durant le Premier Empire, elle devint le chef-lieu du département de l'Agogna, à la frontière avec l'Empire français, département de la Sesia (1804-1814). Après l'abdication de Napoléon, elle fut rendue à la Maison de Savoie.
Le 8 avril 1821, le gouvernement libéral Piémontais y subit une cuisante défaite contre les troupes régulières sardes et autrichiennes, mettant fin à l'insurrection initiée en mars. La défaite sera suivie d'une répression sévère à l'égard des Carbonari par les autorités autrichiennes.
Par la suite, le roi Charles-Albert de Sardaigne y perdit le 23 mars 1849 une bataille décisive contre les Autrichiens, commandés par Radetzky. Cette défaite a conduit à l'abdication de Charles-Albert de Sardaigne et de l'occupation partielle de la ville par les Autrichiens. La défaite des Sardes peut être considérée comme le début du mouvement de l'unification italienne.
Un décret en 1859 a créé la province de Novare, qui comprenait alors les provinces actuelle de Verceil, Bielle, et Verbano-Cusio-Ossola.
La ville de Novare avait une population de 25 144 habitants en 1861. L'industrialisation au XXe siècle a ensuite conduit à un accroissement de la population de la ville qui atteignait 102 088 habitants en 1981.

## Économie
Novare est un carrefour commercial entre le triangle industriel et la Suisse situé dans la plaine du Pô. Économiquement, elle est influencée par la proximité de Milan.
Les principaux services économiques et production sont :
- Agriculture : le riz et le maïs (et l'industrie agro-alimentaire liée) ;
- Les produits alimentaires ;
- La production métallurgique ;
- Produits chimiques et pétrochimiques ;
- Les produits pharmaceutiques ;
- Industrie de l'édition (De Agostini).

## Culture

### Université
Université du Piémont oriental

### Recerche
- TERA Fondation pour l'hydrothérapie, de 1992 fondée par Ugo Amaldi
- Centre de Recherche Eni
- Centre de Recherche Applique Ipazia
- Fondacion Novara Sviluppo

### Événements
Le 22 janvier de chaque année, Novare célèbre la fête de San Gaudenzio (saint Gaudence de Novare), le saint patron de la ville. Tout au long de la journée, il est possible de visiter le tombeau du saint et d'obtenir des châtaignes grillées typiques, aussi connues comme les marrons de Coni.
Le 23 mars : reconstitution de la bataille de Novare de 1849, avec des uniformes et des armes d'époque.
Le 25 avril, jour de la libération, comme dans beaucoup d'autres villes italiennes, sont organisées de nombreuses initiatives pour commémorer le mouvement de la résistance italienne, et en particulier, les partisans qui se sont battus autour de Novare et dans la République partisane de l'Ossola.
Depuis 2001, Giovani Espressioni (« Jeunes Expressions ») se tient à Novare. Il s'agit d'un festival de musique, pour lancer le début de carrière des jeunes musiciens. Parmi les artistes qui ont participé, on compte Negramaro, Caparezza, Finley, Vallanzaska, Extrema, et Blaze Bailey.
Depuis 2005, Novare accueille le « Novara Gospel Festival », qui est composé d'ateliers, de visites locales et de concerts dans le principal théâtre de la ville. Il est probablement l'un des festivals les plus importants de cette musique en Italie, notamment parce que l'événement principal en est un concert de chanteurs de gospel avec des artistes renommés.

## Monuments et patrimoine

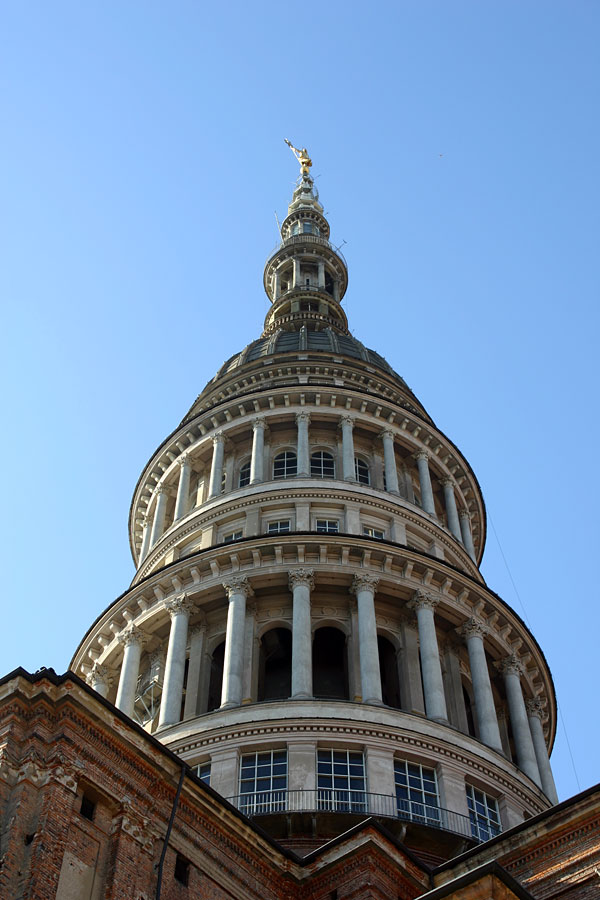
La coupole de la Basilique San Gaudenzio.

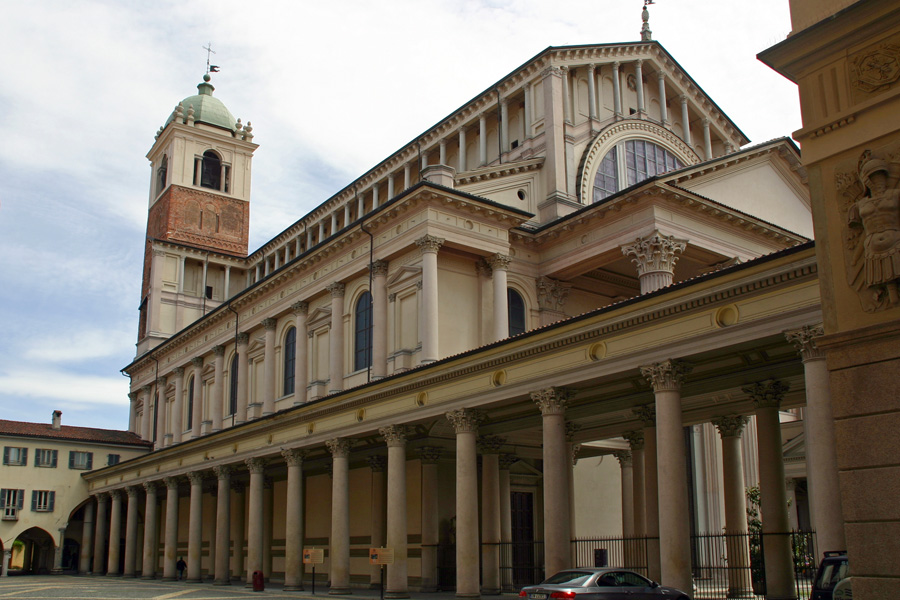
Dôme de Novare.

Les curiosités de Novare peuvent être divisées en deux groupes. Les sites les plus importants de la ville se trouvent dans son centre historique, quartier autrefois délimité par les murs. Cependant, plusieurs sites touristiques importants sont également en dehors de la ligne des remparts de la ville ancienne.
Le noyau urbain ancien constitue le-dit centre historique. Novare avait autrefois un mur d'enceinte, qui a été démoli afin de permettre le développement urbain. De cet ancien mur il ne reste qu'un complexe de deux bâtiments néo-classiques qui ont constitué la porte d'entrée à la ville, le passage nécessaire pour ceux qui voyageaient de Turin à Milan. Après leur retrait, les murs ont été remplacés par des larges boulevards bordés d'arbres.
La coupole de la basilique San Gaudenzio, symbole de Novare, est haute de 121 mètres. Conçue par Alessandro Antonelli et construite en 1888. Le clocher est aussi particulièrement intéressant: il a été dessiné par Benedetto Alfieri.
Le centre de la vie religieuse de la ville est le dôme de Novare (ou cathédrale Santa Maria Assunta) dans le style néo-classique, également conçue par Alessandro Antonelli. Il s'élève exactement où le temple de Jupiter se tenait à l'époque des Romains. Face à la cathédrale se trouve le plus ancien bâtiment de Novare aujourd'hui: le baptistère des premiers chrétiens.
Près de la cathédrale se trouve la cour du Broletto (le lieu de réunion historique du Conseil de ville), le centre de la vie politique de la ville libre impériale de Novara. Donnant sur la cour du Broletto se trouvent le palazzo del Podestà (« palais du Podestà ») ainsi que le palazzetto dei Paratici (« Le petit palais de la famille Paratici »), site du musée Municipal et de la galerie d'Art Moderne, le palais du conseil municipal, et un bâtiment du XVe siècle.
Sur la piazza Giacomo Matteotti se dresse le palazzo Natta-Isola, siège de la province et de la préfecture de Novare. Le point de repère de ce palais est sa tour d'horloge. S'étendant à partir de ce carré part la via Fratelli Rosselli, le long de laquelle est le palazzo Cabrino, le siège officiel des bureaux administratifs de la ville.
Comme elle fut une ville romaine, le réseau des rues de Novare est caractérisé par un cardo et decumanus, qui correspondent respectivement à l'actuel Corso Italia et Corso Cavour. Les deux rues se croisent à l'« Angolo delle Ore » (angle des Heures).
La plus grande place est la piazza Martiri della Libertà (anciennement piazza Castello), dominée par la statue équestre de Victor-Emmanuel II, premier roi d'Italie. Donnant sur la piazza Martiri se situent le château Visconteo-Sforzesco, construit par les ducs de Milan Visconti et Sforza, et le Théâtre Coccia. Le château est entouré de l'un des plus grands jardins publics de Novare.
Les autres places importantes de la ville sont :
- Le largo Cavour, dominé par la statue du même nom, récemment restauré.
- La piazza Garibaldi, la place devant la gare de Novare qui a également été récemment restaurée et dotée de la statue du héros des deux mondes et une fontaine.
- La piazza Gramsci, anciennement piazza del Rosario, le lieu, après la restauration de 2005, où se dresse la statue emblématique de Icare.

## Églises
- Cattedrale di Santa Maria Assunta
- Basilica di San Gaudenzio
- Chiesa di San Filippo al Carmine
- Chiesa di San Giovanni Battista Decollato ad Fontes
- Chiesa di San Giuseppe
- Chiesa di San Marco
- Chiesa di San Martino
- Chiesa di San Michele Arcangelo all'Ospedale Maggiore
- Chiesa di San Pietro al Rosario
- Chiesa di Sant'Eufemia
- Chiesa di Santa Maria al Montserrato
- Chiesa di Santa Maria alla Bicocca
- Chiesa di Santa Rita
- Chiesa della Madonna Pellegrina
- Santuario di Maria Ausiliatrice

## Transports
Novare est desservie par la route nationale S11.
La ville est desservie par deux gares :
- Novara FS, la principale station des "Ferrovie dello Stato", les chemins de fer nationaux italiens ;
- Novara Nord, la station exploitée par la compagnie Ferrovie Nord Milano. La nouvelle station dans la via Leonardo da Vinci a ouvert en 2005.

Les autoroutes et les routes principales :
Novare est liée à Turin et Milan par l'autoroute A4 (via les jonctions Novare Est et Ouest). L'autoroute A26 traverse la plupart de la province de Novare, mais il n'y a pas un carrefour qui la relie directement à Novare. Pour arriver à Novare par l'A26, on doit sortir à Verceil Est.
Novare est desservie par un réseau de voies de contournement à deux voies. La plus ancienne est le boulevard périphérique Est, directement liée à la jonction d'autoroute Novare Est. En 2003, les travaux routiers ont été réalisés sur le boulevard périphérique Sud.
La route nationale S11 de Milan à Magenta passe par Novare sur la portion de Verceil à Turin.

## Administration
| Période                                  | Période      | Identité           | Étiquette     | Qualité |
| ---------------------------------------- | ------------ | ------------------ | ------------- | ------- |
| 13 mai 2001                              | 30 mai 2011  | Massimo Giordano   | Ligue du Nord |         |
| 13 mai 2011                              | 20 juin 2016 | Andrea Ballarè     | PD            |         |
| 20 juin 2016                             | En cours     | Alessandro Canelli | Ligue du Nord |         |
| Les données manquantes sont à compléter. |              |                    |               |         |

### Hameaux
Lumellogno, Olengo, Pernate, Torrion Quartara, Agognate, Casalgiate, Cascina Montà, Cascina Roggia Mora, Gionzana, Pagliate

### Communes limitrophes
Caltignaga, Cameri, Casalino, Galliate, Garbagna Novarese, Granozzo con Monticello, Nibbiola, Romentino, San Pietro Mosezzo, Trecate

## Sports
- Novare Calcio
- Novare Baseball
- Aironi Novara
- Asystel Volley Novare

## Jumelage
- Chalon-sur-Saône (France) depuis 1970 ;
- Coblence (Allemagne) depuis 1991 ;
- Haskovo (Bulgarie) depuis 2003.

## Personnalités

### Personnalités nées à Novare
- Caius Albucius Silus, rhéteur du Ier siècle av. J.-C.
- Pierre Lombard (1100-1160), théologien.
- Giuseppe Prina (1766-1814), homme politique.
- Joseph Gautieri (1769-1833), médecin et naturaliste italien, né et mort à Novare.
- Gianni Bettini (1860-1938), inventeur.
- Giacomo Fauser (1892-1971), ingénieur chimiste.
- Oscar Luigi Scalfaro (1918-2012), ancien président de la république italienne.
- Guido Cantelli (1920-1956), chef d'orchestre.
- Vittorio Gregotti (1927-2020), architecte.
- Umberto Orsini (1934-), acteur.
- Giovanni Lajolo (1935-), cardinal.
- Cosimo Pinto (1943-), boxeur, champion olympique.
- Alberto Toscano (1948-), journaliste et écrivain.
- Giuseppe Saronni (1957-), coureur cycliste, champion du monde en 1982 et double vainqueur du Tour d'Italie.
- Andrea Augello (1961-2023), politicien.

### Autres
- Vittorio Filippo Melano, comte de Portula (27 septembre 1733 - Coni † 23 décembre 1813 - Novare), archevêque et personnalité politique italienne des XVIIIe et XIXe siècles.
- Pietro Generali (1773 à Masserano – 1832 à Novare), compositeur d'opéras et musique vocale.
- Carlo Coccia (1782 à Naples - 1873 à Novare), compositeur d'opéras et musique vocale.
- Urbano Quinto (1933-1997), écrivain et collectionneur d'art du Moyen Âge et de la Renaissance.